# Soizé
Soizé era un comune francese di 308 abitanti situato nel dipartimento dell'Eure-et-Loir nella regione del Centro-Valle della Loira. Dal 1° gennaio 2019 Soizé è comune delegato del nuovo comune di Authon-du-Perche.

## Società

### Evoluzione demografica
Abitanti censiti